# Auslandseinsätze und -stützpunkte der Französischen Streitkräfte
In den Jahren 2020 und 2021 waren konstant rund 17.500 bis 18.500 französische Soldaten im Ausland stationiert. Die Mehrheit davon verteilt sich auf Afrika und die französischen Überseedepartements. Da Frankreich zwischen dem 16. Jahrhundert und bis in die 1970er Jahre Kolonialmacht war, sind bis heute viele Soldaten im Ausland stationiert.

## Übersicht
| Länder                         | Soldaten | Mission                        | Standort                                    |
| ------------------------------ | -------- | ------------------------------ | ------------------------------------------- |
| Baltikum                       | 00.300   | NATO Enhanced Forward Presence | Rukla, Tapa                                 |
| Burkina Faso Tschad Mali Niger | 05.100   | Operation Barkhane             | Gao, Niamey, N'Djamena                      |
| Dschibuti                      | 01.400   |                                |                                             |
| Elfenbeinküste                 | 00.900   |                                | Abidjan                                     |
| Französisch-Guayana            | 02.000   |                                | Cayenne, Kourou, Régina                     |
| Französisch-Polynesien         | 00.900   |                                | Papeete                                     |
| Französische Antillen          | 01.000   |                                | Lamentin, Fort-de-France                    |
| Gabun                          | 00.350   |                                | Libreville                                  |
| Libanon                        | 00.950   | UNIFIL                         |                                             |
| Mayotte                        | 00.300   |                                | Quartier Cabaribère in Dzaoudzi             |
| Mittlerer Osten                | 00.500   | Anti-IS-Koalition              |                                             |
| Neukaledonien                  | 01.400   |                                | Nouméa, Plum, Tontouta, Nandaï              |
| Réunion                        | 01.700   |                                | Caserne Lambert in Saint-Denis, Pierrefonds |
| Senegal                        | 00.350   |                                | Dakar                                       |
| Vereinigte Arabische Emirate   | 00.650   |                                | Abu Dhabi                                   |
| > 10 Länder                    | 17.800   | 4 Einsätze                     |                                             |

| Land                           | getötete Soldaten | Mission                              |
| ------------------------------ | ----------------- | ------------------------------------ |
| Afghanistan                    | 88                | Resolute Support                     |
| Burkina Faso Tschad Mali Niger | 50                | Operation Serval, Operation Barkhane |

## Afrika

### Elfenbeinküste
In Abidjan in der Elfenbeinküste sind sowohl Einheiten der Marineinfanterie als auch der Luftwaffe und weitere Einheiten stationiert. Die Truppen sind seit 1. Januar 2015 dort stationiert.

### Gabun
In Gabun sind unter anderem das 6e bataillon d’infanterie de marine (6e BIMa) in Libreville und eine Luftkomponente im Luftwaffenstützpunkt Guy Pidoux am Flughafen Libreville stationiert.

### Mayotte
Auf Mayotte sind rund 300 Fremdenlegionäre des 5e régiment étranger (5e RE) im Quartier Cabaribère in Dzaoudzi stationiert. Das 5. Fremdenregiment umfasst derzeit eine Stabs- und Logistikkompanie sowie eine Kampfkompanie mit vier Zügen und soll 2025 um 150 Legionäre aufgestockt werden. Bis zur Neuaufstellung des 5e RE am 1. Juni 2024 nannte sich die Abteilung Détachement de Légion étrangère de Mayotte (kurz: D.L.E.M.).

### Réunion
Auf Réunion sind Soldaten aus dem Heer, der Luftwaffe und Marine stationiert. In St. Denis ist das  2e régiment de parachutistes d’infanterie de Marine (2e RPIMa) stationiert. Im Hafen liegen zusätzlich 2 Patrouillenboote, 2 Fregatten und ein Mehrzweckschiff. Am Flughafen Réunion betreibt das Détachement air 181 Réunion zwei Transportflugzeuge CASA CN-235.

### Sahelzone
Seit 2014 läuft die Operation Barkhane in der Sahelzone. Der Schwerpunkt liegt auf Mali, aber es auch Niger und Tschad. In Burkina Faso sind ebenfalls Truppen stationiert. Mit rund 5100 Soldaten ist es der aktuell größte Auslandseinsatz Frankreichs. 2020 waren zusätzlich 3 Drohnen, 7 Kampfflugzeuge, 20 Helikopter, 5–8 Transportflugzeuge, 280 schwer gepanzerte Fahrzeuge, 400 Logistikfahrzeuge und  220 leicht gepanzerte Fahrzeuge im Einsatz. Die Hauptstützpunkte sind Gao, Niamey und N’Djamena, wobei es jedoch viele weitere Stützpunkte gibt. 50 Soldaten sind im Sahel bisher gestorben (Stand: Januar 2021).

## Asien

### Afghanistan
Von 2001 bis 2012 waren französische Soldaten mit Kampf und -Ausbildungsauftrag in Afghanistan stationiert. Die letzten Soldaten wurden 2012 vom ISAF-Einsatz abgezogen. In diesem Zeitraum fielen 88 französische Soldaten.

### Französisch-Polynesien
Auf Französisch-Polynesien sind Soldaten in Papeete stationiert. Diese setzen sich aus dem régiment d’infanterie de marine du Pacifique-Polynésie (RIMaP-P), einer Fregatte, zwei Patrouillenboote, zwei CASA CN-235 und zwei Dauphin N3+ zusammen.

### Neukaledonien
Auf Neukaledonien sind das régiment d’infanterie de marine du Pacifique – Nouvelle-Calédonie (RIMaP-NC) des Heeres, u. a. eine Fregatte, ein Patrouillenboot und zwei Seeaufklärungsflugzeuge der Marine und zwei CASA CN-235, sowie drei Aérospatiale SA 330 Puma der Luftwaffe stationiert.

## Mittel- und Südamerika

### Französische Antillen
Auf den Französischen Antillen sind Truppen in Lamentin und Fort-de-France auf den Inseln Martinique und Guadeloupe stationiert. Die Einheiten setzen sich zusammen aus dem 33e régiment d’infanterie de marine (33e RIMa), einem Patrouillenboot, einer Fregatte und zwei Hubschraubern.

### Französisch-Guyana
In Französisch-Guyana ist unter anderem die Fremdenlegion mit dem 3° Régiment Étranger d´Infanterie in Kourou stationiert. Diese betreibt in Régina, etwa 70 km südlich von Cayenne, die Dschungelkampfschule (Centre d’entraînement à la forêt équatoriale, C. E. F. E.). Die Hauptaufgaben sind der Grenzschutz und der Schutz des Raumfahrtzentrum in Kourou. Zudem gibt es in Rochambeau einen Luftwaffenstützpunkt.

## Französische Militärstützpunkte
- Deutschland
- Dschibuti
- Gabun
- Irak
- Jordanien
- Libanon
- Mali
- Niger
- Senegal
- Syrien
- Vereinigte Arabische Emirate